# José María Igartua
José María Igartua Mendizábal (Elorrio, Vizcaya, 6 de marzo de 1950) es un exfutbolista español. Jugaba de defensor y su primer club fue el Athletic Club.

## Carrera
Se inició como futbolista en los juveniles del Athletic Club en 1965, procedente del Elorrio. En sus primeras dos campañas como juvenil logró dos títulos de Copa juvenil. Comenzó su carrera profesional en 1968 en el Athletic Club, con apenas 18 años, junto a otro joven futbolista como Javier Clemente. Debutó el 22 de septiembre de 1968, en un empate a uno ante el Elche. Permaneció en el club hasta 1975 disputando 161 partidos y logrando 16 goles, uno de ellos ante el Eintracht de Frankfurt en la vuelta de octavos de la Copa de Ferias de 1969. Su etapa como jugador bilbaíno, al igual que la de Clemente, estuvo marcada por una grave lesión producida por Pedrito, el 11 de octubre de 1970, que le tuvo más de siete meses de baja.
En 1975 se pasó a las filas del Celta de Vigo, con el que logró un ascenso a Primera División y sufrió un descenso la temporada siguiente. En 1977 se fue al Alavés, que se encontraba en Segunda División, donde se retiró del fútbol en 1981 tras más de un centenar de partidos disputados con el cuadro vitoriano.
Tras su retirada, logró la medalla de bronce en el Campeonato del Mundo de Pelota Vasca en 1986, compitiendo en la modalidad por parejas de paleta con pelota de cuero en trinquete.

## Selección nacional
Fue convocado para participar en los Juegos Olímpicos de México en 1968 con la selección olímpica española. Jugó el tercer partido de la fase de grupos ante Japón.

## Clubes
| Club               | País   | Año       |
| ------------------ | ------ | --------- |
| Athletic de Bilbao | España | 1968-1975 |
| Celta de Vigo      | España | 1975-1977 |
| Alavés             | España | 1977-1981 |

## Palmarés
| Título                | Club          | País   | Año  |
| --------------------- | ------------- | ------ | ---- |
| Copa del Generalísimo | Athletic Club | España | 1969 |
| Copa del Generalísimo | Athletic Club | España | 1973 |